# Liga Leumit 2025/26
Die Liga Leumit 2025/26 soll die 27. Spielzeit der zweithöchsten israelischen Fußballliga werden. Sie beginnt am 24. August 2025 und endet voraussichtlich am 18. Mai 2026.

## Vereine
| Verein                      | Stadt          | Vorsaison       |
| --------------------------- | -------------- | --------------- |
| Maccabi Petach Tikwa        | Petach Tikwa   | 13. 1. Liga     |
| Hapoel Hadera               | Hadera         | 14. 1. Liga     |
| Hapoel Ramat Gan            | Ramat Gan      | 3. Platz        |
| Hapoel Kfar Shalem          | Tel Aviv       | 4. Platz        |
| Maccabi Herzlia             | Herzlia        | 5. Platz        |
| Bne Jehuda Tel Aviv         | Tel Aviv       | 6. Platz        |
| Hapoel Kfar Saba            | Kfar Saba      | 7. Platz        |
| Hapoel Ironi Rischon LeZion | Rischon LeZion | 8. Platz        |
| Hapoel Akko                 | Akkon          | 9. Platz        |
| FC Kfar Qasem               | Kfar Qasem     | 10. Platz       |
| Hapoel Ra’anana             | Raʿanana       | 12. Platz       |
| Maccabi Kabilio Jaffa       | Tel Aviv       | 13. Platz       |
| Hapoel Nof HaGalil          | Nof HaGalil    | 14. Platz       |
| Hapoel Afula                | Afula          | 015. Platz 1    |
| FC Kirjat Jam               | Kirjat Jam     | Aufsteiger Nord |
| Ironi Modiʿin FC            | Modiʿin        | Aufsteiger Süd  |

## Vorrunde
In der Vorrunde wird eine Doppelrunde zwischen allen 16 Mannschaften ausgespielt. Anschließend qualifizieren sich die acht bestplatzierten Vereine für die Aufstiegsrunde. Die letzten acht Vereine spielen in der Abstiegsrunde gegen den Abstieg in die drittklassige Liga Alef.

### Tabelle
| Pl. | Verein                      | Sp. | S | U | N | Tore    | Diff. | Punkte |
| --- | --------------------------- | --- | - | - | - | ------- | ----- | ------ |
| 1.  | Hapoel Hadera (A)           | 0   | 0 | 0 | 0 | 000:000 | ±0    | 0      |
| 2.  | Maccabi Petach Tikwa (A)    | 0   | 0 | 0 | 0 | 000:000 | ±0    | 0      |
| 3.  | Hapoel Kfar Shalem          | 0   | 0 | 0 | 0 | 000:000 | ±0    | 0      |
| 4.  | Hapoel Ramat Gan            | 0   | 0 | 0 | 0 | 000:000 | ±0    | 0      |
| 5.  | Bne Jehuda Tel Aviv         | 0   | 0 | 0 | 0 | 000:000 | ±0    | 0      |
| 6.  | Maccabi Herzlia             | 0   | 0 | 0 | 0 | 000:000 | ±0    | 0      |
| 7.  | Hapoel Kfar Saba            | 0   | 0 | 0 | 0 | 000:000 | ±0    | 0      |
| 8.  | Hapoel Ironi Rischon LeZion | 0   | 0 | 0 | 0 | 000:000 | ±0    | 0      |
| 9.  | FC Kfar Qasem               | 0   | 0 | 0 | 0 | 000:000 | ±0    | 0      |
| 10. | Hapoel Akko                 | 0   | 0 | 0 | 0 | 000:000 | ±0    | 0      |
| 11. | Hapoel Ra’anana             | 0   | 0 | 0 | 0 | 000:000 | ±0    | 0      |
| 12. | Maccabi Kabilio Jaffa       | 0   | 0 | 0 | 0 | 000:000 | ±0    | 0      |
| 13. | Hapoel Nof HaGalil          | 0   | 0 | 0 | 0 | 000:000 | ±0    | 0      |
| 14. | Hapoel Afula                | 0   | 0 | 0 | 0 | 000:000 | ±0    | 0      |
| 15. | Ironi Modiʿin FC (N)        | 0   | 0 | 0 | 0 | 000:000 | ±0    | 0      |
| 16. | FC Kirjat Jam (N)           | 0   | 0 | 0 | 0 | 000:000 | ±0    | 0      |

Platzierungskriterien: 1. Punkte – 2. Tordifferenz – 3. Siege – 4. geschossene Tore – 5. Direkter Vergleich (Punkte, Tordifferenz, geschossene Tore) – 6. Play-off-Spiel
| (A) | Absteiger aus der Ligat ha’Al 2024/25 |
| (N) | Neuaufsteiger der letzten Saison      |

## Aufstiegsrunde
Die Vereine auf den Plätzen 1–8 nach der Vorrunde spielen im Anschluss um den Aufstieg. Zwischen den acht Teams wird eine Einfachrunde ausgetragen. Die vier bestplatzierten Vereine der Vorrunde erhalten dabei ein Heimspiel mehr als die anderen vier. Nach Abschluss der Runde steigen die zwei besten Mannschaften in die Ligat ha’Al auf.

## Abstiegsrunde
Die Vereine auf den Plätzen 9–16 nach der Vorrunde spielen im Anschluss gegen den Abstieg. Zwischen den acht Teams wird eine Einfachrunde ausgetragen. Die vier Vereine, die die Plätze 11–14 in der Vorrunde belegten, erhalten dabei ein Heimspiel mehr als die anderen vier. Nach Abschluss der Runde steigen die zwei letzten Mannschaften direkt in die drittklassige Liga Alef ab, der Drittletzte muss in die Relegation.